# Comença l'espectacle
Comença l'espectacle (títol original en anglès All That Jazz) és un pel·lícula musical de l'any 1979 dirigida per Bob Fosse i protagonitzada per Roy Scheider i Jessica Lange. La pel·lícula reflecteix el perfeccionisme, les històries faldilleres i l'obsessió per la feina del mateix director Fosse. Mentre preparava el musical Chicago i la pel·lícula Lenny, li agafà una angina de pit. Més tard, el 1979, feu All that jazz, una mena d'autobiografia.

## Argument
Joe Gideon, un famós ballarí i coreògraf de Hollywood, l'exigència del qual arriba fins a l'extenuació, ha tocat fons en la seva carrera. Una crisi i la suma de problemes personals i frustracions professionals, el porten a fumar pels descosits i a caure en l'alcohol i les drogues. Finalment, a causa de l'estrès li agafa una angina de pit. A l'hospital persisteix en els mals hàbits, que li provoquen un infart massiu, i mor mentre l'estan operant. A través d'un diàleg amb la mort evoca als esdeveniments més importants de la seva existència.
El film retrata la duresa, l'esplendor i la decadència de la gent que treballa en el món de l'espectacle mostrant-nos l'altra cara del show, el que succeeix entre bastidors.

## Banda sonora
1. "Main Title" (Instrumental) - Ralph Burns
2. "On Broadway" - George Benson
3. "Michelle" (Instrumental) - Ralph Burns
4. "Take Off With Us" - Sandahl Bergman & Chorus
5. "Vivaldi Concert In G "(Instrumental) - Ralph Burns
6. "Ponte Vecchio" (Instrumental) - Ralph Burns
7. "Everything Old Is New Again" - Peter Allen
8. "South Mt Sinai Parade" (Instrumental) - Ralph Burns Listen Listen
9. "After You've Gone" - Leland Palmer
10. "There'll Be Some Changes Made" - Ann Reinking
11. "Who's Sorry Now" - Chorus
12. "Some Of These Days" - Erzsebet Foldi
13. "Going Home Now" (Instrumental) - Ralph Burns
14. "Bye Bye Love" - Ben Vereen & Roy Scheider

## Premis i nominacions

### Premis
- 1980: Oscar a la millor banda sonora per Ralph Burns
- 1980: Oscar a la millor direcció artística per Philip Rosenberg, Tony Walton, Edward Stewart i Gary J. Brink
- 1980: Oscar al millor vestuari per Albert Wolsky
- 1980: Oscar al millor muntatge per Alan Heim
- 1980: Globus d'Or al millor actor musical o còmic per Roy Scheider
- 1980: Palma d'Or al Festival Internacional de Cinema de Canes
- 1981: BAFTA a la millor fotografia per Giuseppe Rotunno
- 1981: BAFTA al millor muntatge per Alan Heim

### Nominacions
- 1980: Oscar a la millor pel·lícula
- 1980: Oscar al millor director per Bob Fosse
- 1980: Oscar al millor actor per Roy Scheider
- 1980: Oscar al millor guió original per Robert Alan Aurthur i Bob Fosse
- 1980: Oscar a la millor fotografia per Giuseppe Rotunno
- 1981: BAFTA al millor actor per Roy Scheider
- 1981: BAFTA al millor vestuari per Albert Wolsky
- 1981: BAFTA a la millor direcció artística per Philip Rosenberg
- 1981: BAFTA al millor so per Maurice Schell, Christopher Newman i Dick Vorisek